# Buochs
Buochs este o comună în partea centrală a Elveției pe malul sudic al lacului Celor Patru Cantoane.

## Galerie de imagini

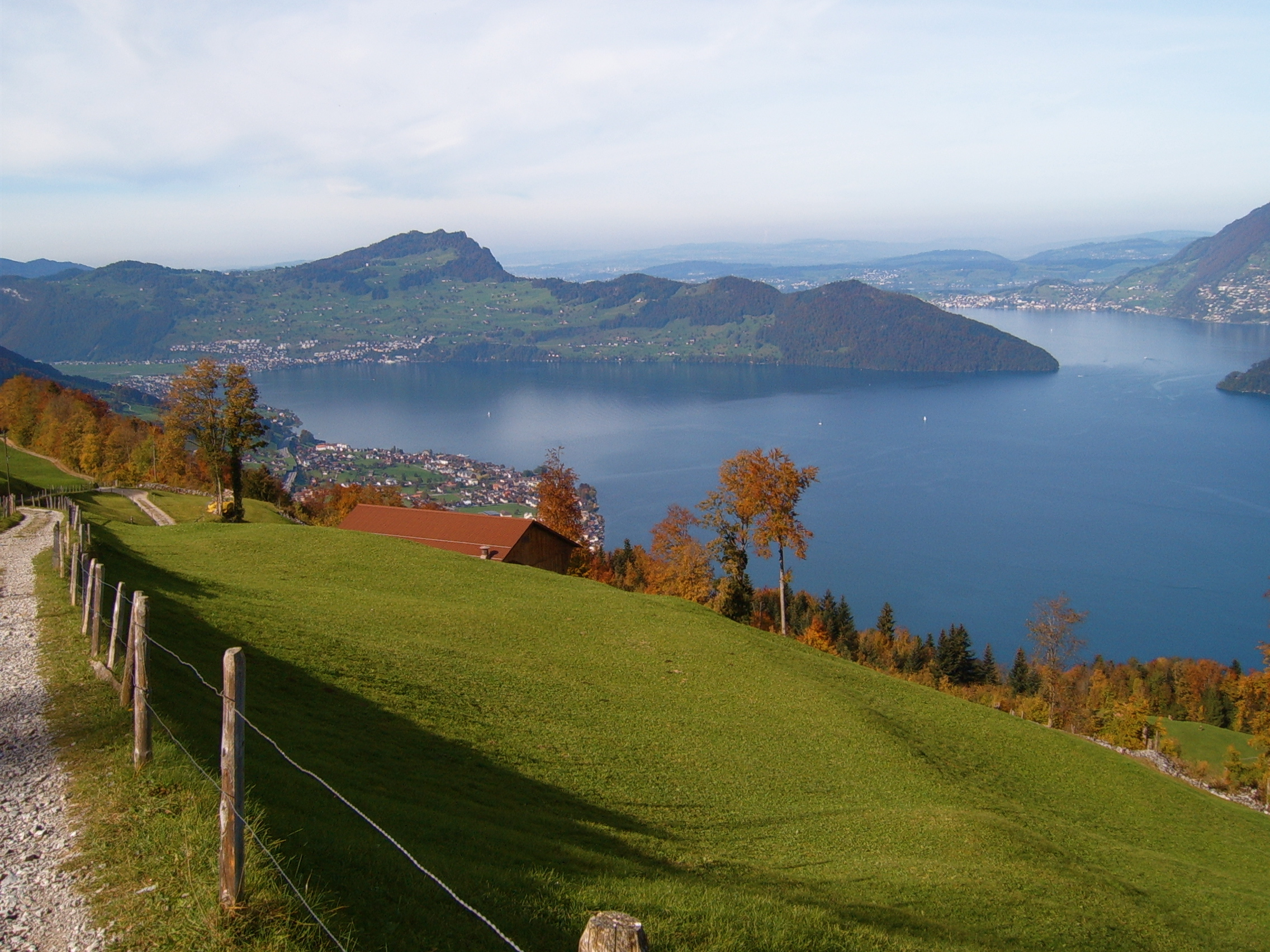
Golful Buochs